# Gare de Roissy-en-Brie
Gare de Roissy-en-Brie vasútállomás és RER állomás Franciaországban, Roissy-en-Brie településen.

## Vasútvonalak
Az állomást az alábbi vasútvonalak érintik:
- Párizs–Mulhouse-vasútvonal

## Kapcsolódó állomások
A vasútállomáshoz az alábbi állomások vannak a legközelebb:
- Gare d’Émerainville - Pontault-Combault (Nanterre – La Folie, RER E)
- Gare d’Ozoir-la-Ferrière (Gare de Tournan, RER E)

## Lásd még
- Franciaország vasútállomásainak listája
- A RER állomásainak listája